# Bowers-Piedmont-Gletscher
Der Bowers-Piedmont-Gletscher ist ein Vorlandgletscher an der Scott-Küste im ostantarktischen Viktorialand. Mit einer Ausdehnung von rund 64 Quadratkilometern belegt das Gebiet südlich des New Harbour und fließt an seiner Südseite mit dem Blue Glacier zusammen. 
Er wurde von Teilnehmern der Discovery-Expedition (1901–1904) unter der Leitung des britischen Polarforschers Robert Falcon Scott entdeckt, jedoch erst im Nachgang von Scotts Terra-Nova-Expedition (1910–1913) nach Henry Bowers (1983–1912) benannt, der bei dieser Expedition auf dem Rückmarsch vom Südpol zum Basislager gemeinsam mit Scott und drei weiteren Begleitern ums Leben gekommen war.